# Metron (przedsiębiorstwo)

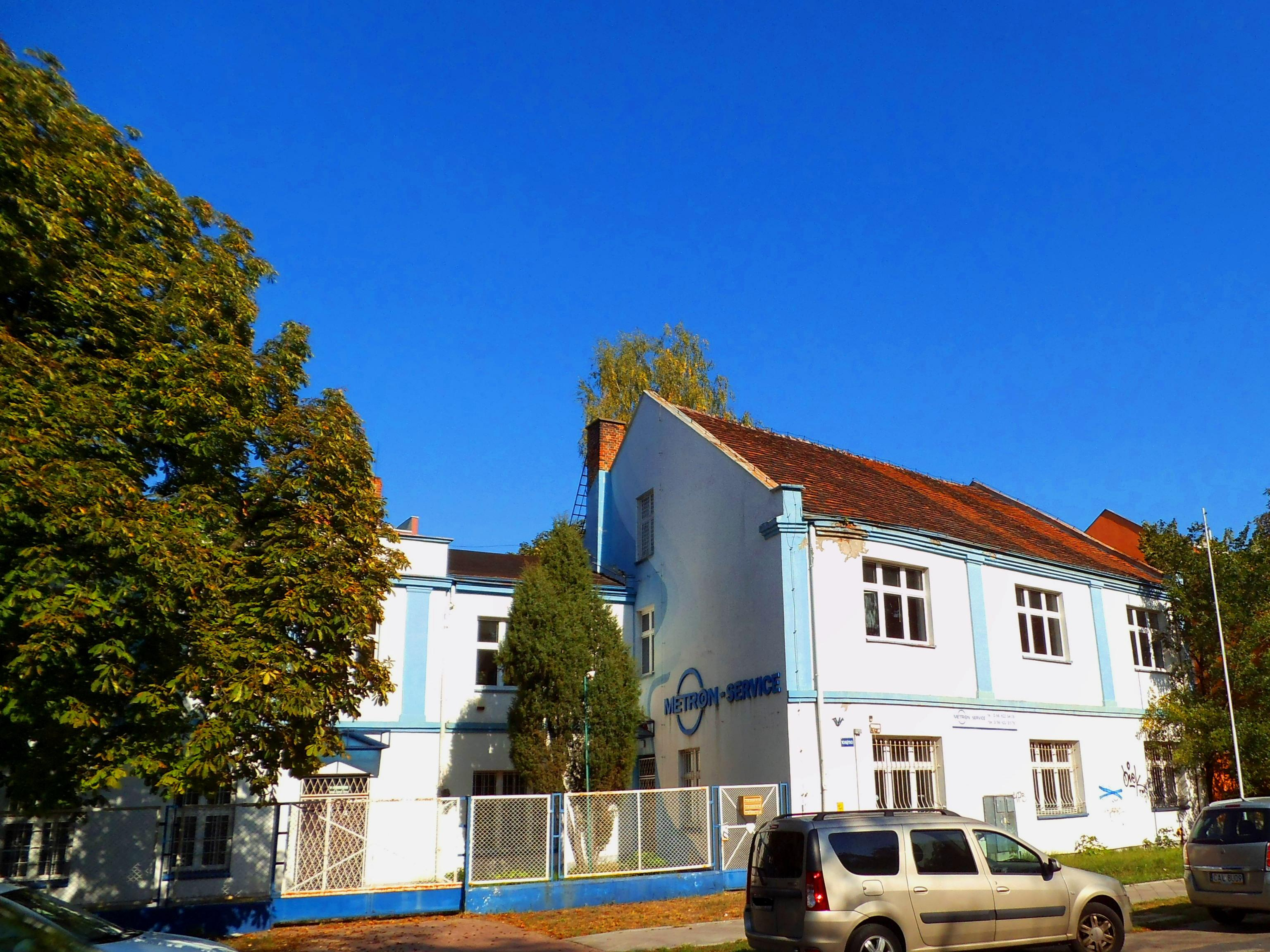
Była siedziba sklepu firmowego Metronu przy ul. Bydgoskiej

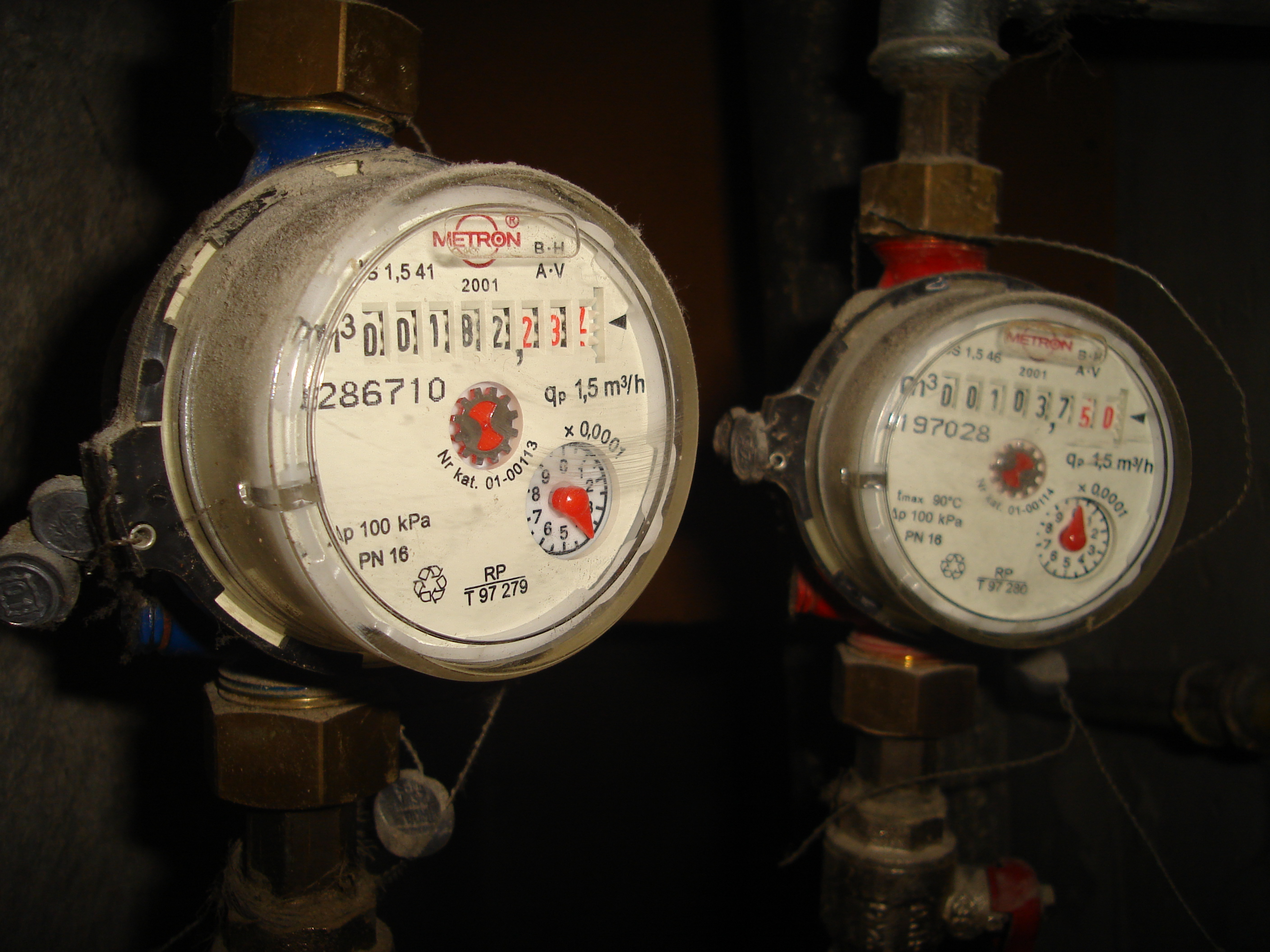
Wodomierze Metronu

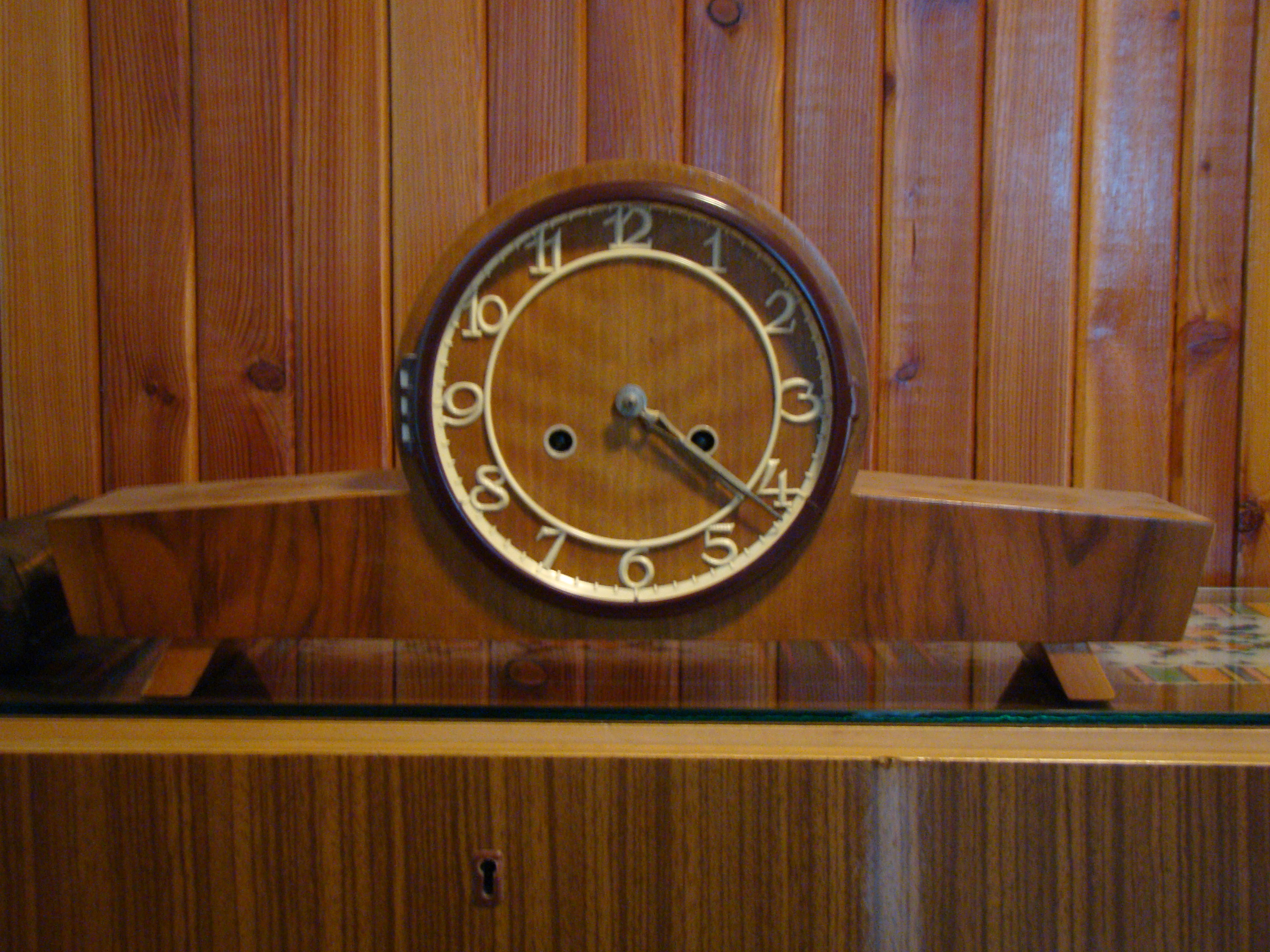
Zegar „PREDOM METRON” z 1976 r.

Metron Fabryka Zintegrowanych Systemów Opomiarowania i Rozliczeń Sp. z o.o. (Metron) – przedsiębiorstwo z siedzibą przy ulicy Targowej 12/22 w Toruniu, zajmujące się produkcją urządzeń pomiarowych: wodomierzy, gazomierzy, liczników energii elektrycznej oraz zintegrowanych systemów opomiarowania i rozliczeń.

## Historia
Firma założona w 1920 roku z inicjatywy inż. Wacława Lieberta, pierwotnie pod nazwą Fabryka Gazomierzy i Aparatów „GAZOMIERZ”. 22 października 1920 roku stosowne ministerstwa zatwierdziły statut spółki. Według statutu, spółkę utworzono „w celu budowy i reperacji gazomierzy, przyrządów pokrewnych, a także wszelkiego rodzaju maszyn, narzędzi i aparatów”. Jej pierwszym dyrektorem został Wacław Liebert.
W 1927 roku rozpoczęto w zakładzie produkcję wodomierzy. Wybudowano 2 hale produkcyjne oraz odlewnię metali kolorowych. Fabryka wydawała od 1933 roku własne czasopismo, „Pomiar”; do wybuchu II wojny światowej ukazało się 8 numerów.
W okresie okupacji hitlerowskiej zarząd fabryką sprawowali przedstawiciele wrocławskiej firmy Meinecke. Poza dotychczasową produkcją, prowadzoną do momentu wyczerpania zapasów, podjęto też produkcję zbrojeniową, m.in. wytwarzano zapalniki do min morskich. W Metronie działał wówczas polski ruch oporu, do którego struktur należeli polscy pracownicy. Okupant dokonał w fabryce znacznych zniszczeń, likwidując stację prób urządzeń pomiarowych oraz wywożąc maszyny i urządzenia przed opuszczeniem zakładu podczas ucieczki przed zbliżającym się frontem.
Po zakończeniu okupacji hitlerowskiej fabrykę objęto przymusowym zarządem państwowym. Do czasu wyposażenia zakładu w nowe urządzenia do kontroli jakości urządzeń pomiarowych, produkowano w nim m.in.: kłódki, zawory, odważniki, pompy próżniowe itp. Produkcję wodomierzy wznowiono w 1948 roku.
W 1951 roku odgórną decyzją władz państwowych przeniesiono produkcję gazomierzy do Fabryk i Gazomierzy w Bydgoszczy, w Metronie natomiast podjęto produkcję zegarów. Wodomierze Metronu, nadal tam produkowane, eksportowano w latach 1948–1970 do kilkudziesięciu krajów Europy, Azji czy Ameryki Południowej.
W latach 70. XX wieku decyzją ministra Metron (wówczas „Predom-Metron”) został zmuszony do podjęcia produkcji urządzeń biurowych – zszywaczy, dziurkaczy itp. Nie leżało to w dotychczasowym profilu firmy i jej władze dążyły do wycofania tego asortymentu z produkcji.
W 1984 roku fabryka zmieniła nazwę na „Fabryka Wodomierzy i Zegarów Metron” i wprowadziła do oferty nowocześniejsze typy wodomierzy i zegarów.
Lata 1991–1997 to okres dostosowywania firmy do wymogów gospodarki wolnorynkowej. Wymieniono park maszynowy, a w 1993 roku oddano do użytku nowoczesną stację prób urządzeń pomiarowych. Rozszerzono ofertę o nowe typy produktów, jak: programatory (od 1994), ciepłomierze (od 1996), system zdalnego odczytu wodomierzy (od 1997). Zmieniono także strukturę przedsiębiorstwa, wykorzystując outsourcing. Powstały spółki-córki o węższych specjalizacjach: Metron-Tools, Metron-Term, Metron-Clocks.
13 lipca 1998 roku Metron uzyskał certyfikat jakości ISO 9001.
W latach 90. spółka była największym producentem wodomierzy w kraju (udział w rynku ok. 70%) i jedną z największych tego rodzaju firm w Europie.
1 stycznia 2001 roku fabryka została sprywatyzowana w drodze leasingu pracowniczego; przekazano ją do odpłatnego korzystania spółce pracowniczej „Metron – Investment Sp. z o.o”.
W wyniku zawartej umowy prywatyzacyjnej na spółkę pracowniczą, której kapitałem były środki zgromadzone przez 1300 pracowników, przeniesiono oprócz majątku także długi – kredyty w wysokości 15 mln zł zaciągnięte przez przedsiębiorstwo państwowe. Spółka na podstawie umowy leasingowej zobowiązana została także do poniesienia nakładów inwestycyjnych na poziomie 25 mln złotych oraz do zapłacenia tzw. rat leasingowych za korzystanie z tego majątku w wysokości 20 mln złotych oraz odsetek nazwanych opłatą dodatkową, w wysokości kolejnych 20 mln zł.
Wkrótce po prywatyzacji fabryki (w lipcu 2001) minister finansów podniósł o prawie 300% tzw. opłaty legalizacyjne, które spółka płaci od każdej sztuki wyprodukowanego wodomierza co spowodowało gwałtowne narastanie jej problemów finansowych. Straty spowodowane tak gwałtownym podniesieniem opłat do roku 2006 oszacowane zostały na kwotę co najmniej 50 mln zł.
Spółka podjęła szereg działań restrukturyzacyjnych:
- złożyła wniosek do sądu o wszczęcie postępowania układowego z wierzycielami spółki,
- wraz z innymi polskimi producentami rozpoczęto walkę z autorami szkodliwego dla polskich firm i gospodarki „wzrostu opłat” – zamiast wzrostu wpływów do budżetu nastąpił ich spadek
- zawarła ugody z bankami spłacając znaczną część kredytów przedsiębiorstwa państwowego
- prowadziła rozmowy z MSP jako stroną umowy prywatyzacyjnej na temat możliwości wyjścia z trudnej sytuacji

Do dzisiaj nie wyjaśniony został wątek przyczyn wzrostu opłat, a w tym roli wysoko postawionego w Ministerstwie Finansów oraz w Ministerstwie Skarbu Państwa małżeństwa, które miało związek zarówno ze wzrostem opłat, jak i dalszym blokowaniem działań naprawczych spółki.
W efekcie nie doszło do zawarcia układu z wierzycielami ze względu na brak wymaganej zgody większościowego wierzyciela jakim był Skarb Państwa.
Po umorzeniu postępowania układowego w 2006 roku, w trakcie którego w stosunku do MSP spółka zwróciła się z propozycją rozmów na temat konwersji wierzytelności na udziały, co skutkowałoby przejęciem spółki przez MSP – niestety bez rezultatu- Spółka pozyskała inwestora kapitałowego w postaci konsorcjum inwestycyjnego składającego się z Funduszu Inwestycyjnego oraz czołowego banku inwestycyjnego gotowego zainwestować w spółkę kwotę 60 mln zł. W odpowiedzi Ministerstwo Skarbu Państwa wypowiedziało umowę ze spółką pracowniczą co spowodowało wycofanie się inwestorów oraz złożył pozew o wydanie części składników przedsiębiorstwa.
W wyniku niezmienionego negatywnego stanowiska MSP zarząd złożył wniosek o ogłoszenie upadłości z możliwością zawarcia układu – w dalszym ciągu poszukując inwestorów mogących zapewnić wykonanie układu.
W 2007 roku Sąd Gospodarczy w Toruniu oddalił wniosek o ogłoszenie upadłości.
W związku z irracjonalną i patową sytuacją w jakiej znalazła się spółka, tj. nie można ogłosić upadłości spółki, nie można uzdrowić sytuacji, nie można zlikwidować spółki ponieważ toczą się procesy o wydanie majątku, są zatrudnieni pracownicy, którzy powinni przejść do MSP wraz z przejściem zakładu pracy, ale dopiero w momencie fizycznego jego wydania – na początku 2008 roku spółka złożyła do MSP propozycję przejęcia spółki w tzw. ruchu oraz w całości, bez dzielenia go na części wraz z pracownikami by wypełnić umowę prywatyzacyjną, w której spółka zobowiązała się zwrócić majątek w stanie niepogorszonym. Chodziło tu głównie o uchronienie pracowników, którzy powinni być przejęci formalnie przez MSP na zasadzenie art. 23 1 k. p. MSP odrzuciło propozycję.
Minister ww. propozycję odrzucił stojąc na stanowisku, iż jedyną, jego zdaniem, możliwą formą przejęcia przedsiębiorstwa jest forma procesu cywilnego o wydanie poszczególnych składników majątku, który to proces trwa od 2008 r. W trakcie tego postępowania spółka wielokrotnie składała propozycje zawarcia ugody, jednakże te propozycje również były przez MSP odrzucane.
Dopiero w 2017 roku, po rozwiązaniu Ministerstwa Skarbu Państwa podjęte zostały z inicjatywy spółki rozmowy z Kancelarią Premiera, Ministerstwem Rozwoju oraz Kujawsko-Pomorskim Urzędem Wojewódzkim w celu rozwiązania patowej sytuacji.
W sierpniu 2018 firma zaprzestała działalności i złożyła wniosek o ogłoszenie upadłości.
Również w 2018, po 10 latach postępowania, na mocy prawomocnego postępowania sądu, firma wróciła do skarbu państwa, wraz z takimi elementami majątku, jak grunty przy ul. Targowej w Toruniu, budynki i urządzenia. Majątek przedsiębiorstwa przejął wojewoda, który miał go zabezpieczyć i zinwentaryzować. Jednakże zdaniem byłych pracowników sprzęt niszczeje, a inwentaryzacja nie została przeprowadzona. W chwili przekazania zakład był czynny, miał pakiet zamówień, znaną markę i technologię, co nie uchroniło go jednak przed zamknięciem.

## Nagrody i wyróżnienia
- 1992 „Srebrny As”
- 1993
  - Złoty Medal Międzynarodowych Targów Poznańskich
  - „Złoty Instalator II Międzynarodowych Targów INSTALEXPO '93"
- 2001 „Medal Europejski” od Business Centre Club
- oraz szereg nagród i wyróżnień na targach międzynarodowych i krajowych